# 免疫沈降法
免疫沈降法（めんえきちんこうほう）とは、免疫沈降反応（可溶性の抗原と抗体が特異的に反応して不溶化し沈殿する反応）を利用して抗原を検出・分離・精製する、生化学の実験手法のこと。実験室では免疫沈降という略称で呼ばれることもある。

## 概要と原理
基質と抗体を多数架橋させることで、大きな構造体として不溶化させる。通常は抗体をセファロースビーズなどの担体に結合させ、より沈殿しやすくする。最近ではプロテインAやプロテインGを結合させた超常磁性の磁気ビーズを使用する方法もよく行われる。磁気ビーズ法では多孔性のセファロースやアガロースと比べてバックグラウンドを低く抑えられ、短時間での実験が可能。モノクローナル抗体よりもポリクローナル抗体の方が免疫沈降を行いやすい。試料を比較的穏和な条件で処理でき、目的の基質に結合する因子の特定などに用いられる他、タンパク質の精製などにも用いられる。

## 手法
サンプルに特異性のない抗体（使用する場合は担体も）を混ぜ、遠心分離によって非特異的に吸着する成分を取り除く。上清に適当な濃度の特異性のある抗体を混ぜ、遠心分離で沈殿を回収する。沈殿を適当なバッファーで洗浄する。特異性が高く力価の高い抗体を用いれば比較的容易にできる。抗体の品質がポイントになることが多い。磁気ビーズ法では担体に磁気ビーズを使用し、遠心分離の代わりに磁石による分離を行う。遠心分離に比べて穏やかな条件下で分離精製ができ、夾雑物の少ないデータが得られることが多い。

## タンパク質間相互作用検出への応用
免疫沈降法によって、目的のタンパク質と相互作用する（特異的に複合体を形成する）別のタンパク質との複合体を回収する方法が、共免疫沈降法（Co-immunoprecipitation：Co-IP）である。
さらにこれの応用として、あらかじめ目的タンパク質にタグを付けておき、タグとの結合を利用してこのような複合体を回収する方法もあり、プルダウン法（Pull-down assay）と呼ばれる（ただしタグ認識のために、抗体に限らずその他の特異的結合－例えばHisタグとニッケルキレート、GSTタグとグルタチオン、アビジンとビオチン等－を用いる方法もある）。